# Kevin Großkreutz
Kevin Großkreutz (pronunție în germană [ˈkɛvɪn ˈɡʀoːsˌkʁɔʏ̯ts] Fișier audio „Kevin Großkreutz.ogg” inexistent; n. 19 iulie 1988, Dortmund, RFG) este un fost fotbalist german care a jucat pe postul de fundaș dreapta, mijlocaș dreapta sau stânga.

## Statistici carieră
La 21 decembrie 2013
|                   |                   |               | Campionat | Cupă      | Cupă      | Continental | Continental | Total       | Total   |        |
| Club              | Campionat         | Sezon         | Meciuri   | Goluri    | Meciuri   | Goluri      | Meciuri     | Goluri      | Meciuri | Goluri |
| Germania          | Germania          | Germania      | Campionat | Campionat | DFB-Pokal | DFB-Pokal   | Continental | Continental | Total   | Total  |
| ----------------- | ----------------- | ------------- | --------- | --------- | --------- | ----------- | ----------- | ----------- | ------- | ------ |
| Rot Weiss Ahlen   | Regionalliga Nord | 2006–07       | 27        | 5         | 0         | 0           | —           | —           | 27      | 5      |
| Rot Weiss Ahlen   | Regionalliga Nord | 2007–08       | 35        | 12        | 1         | 0           | —           | —           | 36      | 12     |
| Rot Weiss Ahlen   | 2. Bundesliga     | 2008–09       | 33        | 6         | 1         | 1           | —           | —           | 34      | 7      |
| Borussia Dortmund | Bundesliga        | 2009–10       | 32        | 5         | 1         | 0           | —           | —           | 33      | 5      |
| Borussia Dortmund | Bundesliga        | 2010–11       | 34        | 8         | 2         | 1           | 7           | 0           | 43      | 9      |
| Borussia Dortmund | Bundesliga        | 2011–12       | 31        | 7         | 7         | 0           | 5           | 1           | 43      | 8      |
| Borussia Dortmund | Bundesliga        | 2012–13       | 29        | 2         | 5         | 0           | 10          | 0           | 44      | 2      |
| Borussia Dortmund | Bundesliga        | 2013–14       | 16        | 0         | 3         | 1           | 6           | 1           | 23      | 2      |
| Total carieră     | Total carieră     | Total carieră | 237       | 45        | 20        | 3           | 28          | 2           | 285     | 50     |

1. ↑  Include DFL-Supercup
2. ↑  Include UEFA Champions League și UEFA Europa League

## Palmares

### Club
Borussia Dortmund
- Bundesliga: 2010–11, 2011–12
- DFB-Pokal: 2011–12
- DFL-Supercup: 2013
- UEFA Champions League

Finalist: 2012–13

### Internațional
Germania
- Campionatul Mondial de Fotbal: 2014